# 豊岡市立総合体育館
豊岡市立総合体育館（とよおかしりつ - そうごうたいいくかん、Toyooka City Integrated Gym）は、兵庫県豊岡市大磯町の豊岡中央公園内にある体育館、屋内スポーツ施設。

## 概要
フロアー面積は約1855m2、最大736人を収容する兵庫県北部最大の体育館で、スポーツをはじめ、美術展や体験教室などあらゆるイベントを開催している。2005年には全日本卓球選手権大会（団体の部）リハーサル大会が開催され、2006年には神戸市を主な会場として開催された国民体育大会「のじぎく兵庫国体」の卓球競技会場となった。
また、体育館前には常設のステージ台を備えた「体育館前広場（噴水広場とも）」があり、毎年8月には柳まつりで行われる花火大会の会場や10月の大石りくまつりの会場となり、それぞれステージイベントが開催されている。かつては円山川マラソン大会のスタート・ゴール地点であったが2006年の「第20回 兵庫・豊岡円山川マラソン大会」をもって終了している。

## 施設
- アリーナ - 約1855m2
- 観覧席 - 736席
- 卓球 - 24面
- バレーボール - 4面
- バドミントン - 12面
- 会議室 - 40名
- ミーティングルーム
- 放送設備
- 駐車場 - 96台

## 開催された大会・イベント
- 1987年～2006年3月 - 第1回から第20回、兵庫・豊岡円山川マラソン大会
- 1999年5月30日 - 第9回スポーツ祭典但馬大会
- 2005年9月30日～10月2日 - 全日本卓球選手権大会（団体の部）リハーサル大会
- 2006年10月6日～10月10日 - 第61回国民体育大会・「のじぎく兵庫国体」
- 2007年7月28日 - 第51回兵庫県中学校総合体育大会
- 2008年7月6日 - 豊岡市武道大会（豊岡市主催）
- 2009年
  - 2月11日 - 全但高等学校バレーボール優勝大会
  - 3月29日 - ロボカップジュニア2009兵庫県ブロック大会
    - 省エネカーレース世界大会で優勝したエコカーの展示、ものづくり体験教室

  - 8月16日 - 虎風館空手道世界選手権大会（世界14カ国・空手家約250人が参加）
  - 8月23日 - 但馬家庭婦人交流バレーボール大会・JAたじま杯（23チーム・約300人が参加）
  - 11月28日 - 全日本プロレス「2009世界最強タッグ決定リーグ戦」
- 2011年 - JBL2・兵庫ストークスのリーグ公式戦1試合。

## 例年のイベント
- 4月 - 全但剣道優勝大会（豊岡剣友会主催）
- 6月 - 豊岡市卓球選手権大会
- 6月 - こうのとり杯（第1メイン会場）
- 7月- 「但馬カップ」ミニバスケットボール招待大会
- 8月 - 柳まつり、花火大会会場、ステージイベント（豊岡市民体育館前広場）
- 9月下旬の体育の日 - とよおかスポーツフェスティバル・卓球競技会場
  - 主催：豊岡市体育協会、主管：豊岡市卓球協会
- 10月25日～10月26日 - 大石りくまつり、会場（豊岡市民体育館前広場）
  - 特設ステージイベント、ふれあいイベント、消費拡大コーナー、食のコーナー、JA直売コーナー、フリーマーケット
- 10月31日～11月4日 - 豊岡市美術展 全但児童・生徒作品展
- 12月下旬　「コウノトリ杯」ミニバスケットボール招待大会

## 交通アクセス
- 鉄道
  - JR山陰本線 豊岡駅からコバス「じばさんセンター」下車
- 飛行機
  - 但馬空港から空港連絡バスで豊岡駅前下車、以下鉄道に同じ

## 周辺情報
- 豊岡中央公園
  - 豊岡公民館
  - 豊岡市民体育館
  - じばさんTAJIMA
  - 豊岡市民会館
  - 豊岡市立健康福祉会館
- 豊岡市立豊岡南中学校
- 兵庫県立豊岡高等学校
- 豊岡市立図書館